# داریو سارمینتو
داریو سارمینتو (انگلیسی: Darío Sarmiento؛ زادهٔ ۲۹ مارس ۲۰۰۳) بازیکن فوتبال اهل آرژانتین است.
از باشگاه‌هایی که در آن بازی کرده‌است می‌توان به باشگاه فوتبال استودیانتس اشاره کرد. وی همچنین در تیم‌های ملی فوتبال زیر ۲۰ سال آرژانتین بازی کرده‌است.